# Обериден (Швабија)
Обериден (њем. Oberrieden) општина је у њемачкој савезној држави Баварска. Једно је од 52 општинска средишта округа Унтералгој. Према процјени из 2010. у општини је живјело 1.263 становника. Посједује регионалну шифру (AGS) 9778183.

## Географски и демографски подаци
Обериден се налази у савезној држави Баварска у округу Унтералгој. Општина се налази на надморској висини од 560–655 метара. Површина општине износи 20,8 km². У самом мјесту је, према процјени из 2010. године, живјело 1.263 становника. Просјечна густина становништва износи 61 становника/km².